# Uli Kusch
Ulrich Kusch (Aquisgrán, 11 de marzo de 1967) es un  baterista y compositor alemán de heavy metal. Su labor destaca especialmente por su aporte en las bandas Gamma Ray, Helloween, Holy Moses y Masterplan. Es conocido por su estilo técnico de tocar, ritmo acelerado y habilidad para escribir canciones.

## Biografía
Uli Kusch nació el 11 de marzo de 1967, en 1986 entró a Holy Moses, donde permaneció hasta 1990 cuando consiguió entrar en uno de los grupos que le han catapultado a la fama: Gamma Ray. Entró a tocar en la banda de Kai Hansen en sustitución de Mathias Burchard, graba el EP «Heaven Can Wait»  grabó el segundo LP del combo: Sigh No More. También participó en el tour mundial de Heading for the East fue grabado en 1990 en VHS y en 2003 en formato DVD.
Sin embargo, Uli abandonó Gamma Ray en 1992. Se unió a Axe La Chapelle en 1993 y grabó la batería del álbum «Grab What You Can» antes de unirse a Helloween, con quien lanzó Master of the Rings en 1994 y The Time of the Oath en 1996. Ese mismo año, Helloween lanzó el álbum en vivo High Live de 2 CD, proporcionando una demostración decente de las habilidades de Uli para actuar en vivo. En el año 1997 graba con su compañero de banda The Four Seasons Of Life De Roland Grapow.
En esa ocasión, el propio Uli se formó y produjo junto al guitarrista de Gamma Ray, Henjo Richter, a Catch the Rainbow, la banda tributo a Rainbow, y pronto otros músicos se unieron a ellos. Su álbum A Tribute to Rainbow, con versiones similares de las canciones de Rainbow, se lanzó en 1999. Colaboraron otros miembros de Helloween y Gamma Ray, así como de otras bandas. También jugó en el proyecto paralelo de Markus Grosskopf, Shock_Machine, para su único álbum en 1998. Helloween grabó Better Than Raw el mismo año, seguido del álbum de covers Metal Jukebox en 1999.
Uli se quedó con Helloween hasta el 2000 en The Dark Ride, convirtiéndose en un compositor clave para la banda. Kusch también tocó la batería en el álbum de 2000 de Sinner, The End of Sanctuary. En 2001, Uli y su compañero de banda Roland Grapow fueron despedidos de Helloween, tras un correo electrónico de Michael Weikath. Los dos formaron Masterplan, algo que originalmente habían estado planeando como un proyecto paralelo. 
Ese mismo año, en 2005, crea una nueva banda junto a su compañero de Masterplan Axel Mackenrott y la 
cantante Belga Magali Luyuten algunos miembros de Pagan's Mind llamada Beautiful Sin.
A principios de 2006 inicia un proyecto llamado Ride The Sky, que en 2007 saca su primer disco al mercado: New Protection. En ese mismo año graba el álbum Luking Fear de Makong Delta aquí de nuevo le escuchamos a Uli Kusch con lo que nos tiene acostumbrados con su destreza en los tambores y los ritmos sincopados
En el 2008, Ride the Sky se separa, por falta de interés entre los integrantes y la productora por sacar un segundo disco.
Posteriormente, Kusch fue invitado por Timo Tolkki a formar parte de su nueva banda Symfonia, en la que también militarían André Matos (ex-Angra) y Jari Kainulainen. Kusch aceptó y grabó con Symfonia el disco In Paradisum, que apareció en marzo de 2011. No obstante, no pudo estar presente en la gira de promoción del álbum debido a unos problemas relacionados con los nervios de su mano izquierda, por lo que fue sustituido por Alex Landenburg.
En 2014 se lanza el álbum debut de esta banda escandinava Carnal Agony con influencias de Metallica, Mercyful Fate y Testament entre otros.
En el año 2017 es invitado en algunas canciones con Aldaria Land Of Light banda de Noruega, de Metal Opera y Power Metal producida por el mismo Roland Grapow. 
Se une la banda Italiana de metal progresivo para el álbum Last Union formada por el bajo de Michael Lepond (Symphony X) y la batería de Uli Kusch (ex-Helloween), (ex-Masterplan) nos presenta su debut discográfico: “Twelve“, un disco editado el 21 de diciembre de 2018 vía ROAR! Rock Of Angels Records y que cuenta con James LaBrie como invitado a las voces. El disco ha sido mezclado y masterizado por Jens Bogren.
Ya en 2019 fue llamado por el guitarrista y vocalista Tommy Johansson (ex Sabaton y actual vocalista y guitarrista de Majestica), junto al bajista Chris David, el guitarrista Alex Orizy y Uli en batería, graba su disco debut de la banda Above The Sky un material enteramente Power Metal Melódico, con fuertes influencias de Gamma Ray y Helloween.
Sus influencias incluyen a Thin Lizzy, Rainbow, Kiss, Judas Priest y Rush.

## Discografía

### Holy Moses
- 1987: Finished with the Dogs
- 1989: The New Machine of Lichtenstein

### Gamma Ray
- 1990:Heading for the East (Live video)
- 1990: Heaven Can Wait EP
- 1991: Sigh No More

### Axe La Chapelle
- 1994: Grab What You Can

### Helloween
- 1994: Master Of The Rings
- 1996: The Time of the Oath
- 1996: High Live
- 1998: Better Than Raw
- 1999: Metal Jukebox
- 2000: The Dark Ride

### Roland Grapow
- 1997:  The Four Seasons off Life

### Shockmachine
- 1999: Fame

### Sinner
2000: The End Of Sanctuary

### Masterplan
- 2003: Masterplan
- 2005: Aeronautics

### Beautiful Sin
- 2006: The Unexpected

### Ride The Sky
- 2007: New Protection

### Mekong Delta
- 2007: Lurking Fear

### Symfonia
- 2011: In Paradisum

### Carnal Agony
- 2014: Preludes & Nocturnes

### Last Union
- 2016: Most Beautiful Day
- 2018: Twelve

### Majestica
- 2019:  Above the Sky

## Álbum Tributo

### A Tribute To Rainbow
- 1999: Catch the Rainbow

Fue el autor intelectual y productor de un tributo de estudio de corta duración a Rainbow llamado Catch the Rainbow . Su único álbum, A Tribute to Rainbow , se lanzó en 1999. Muchos músicos de la escena metalera alemana, como Helloween , Masterplan y Brainstorm, contribuyeron con él, y el propio Kusch proporcionó las voces principales de "Eyes of the World". 
Tocó en todas las canciones la batería y el  bajo eléctrico en la canción" Spotlight Kid"  
- Datos: Q616015